# 239675 Mottez
239675 Mottez este o planetă minoră (asteroid) din centura de asteroizi. A fost descoperită pe 26 decembrie 2008 la Saint-Sulpice de Bernard Christophe⁠(d). 
Obiectul prezintă o orbită caracterizată de o semiaxă mare de 2,3921847348673 UAi, o excentricitate de 0,14, o înclinație de 2,9 ° în raport cu ecliptica.